# Knossia
Knossia (grek. Κνωσσια) var en najadnymf i grekisk mytologi. Hon bodde i källan eller fontänen i staden Knossos på Kreta och var möjligtvis dotter till flodguden Amnisos.
Knossia blev förförd av kung Menelaos under hans vistelse på ön och hon födde honom senare sonen Xenodamos.